# Jake Rosenzweig
Pour les articles homonymes, voir Rosenzweig.
Jake Rosenzweig (né le 14 avril 1989 à Londres) est un pilote automobile américain.

## Carrière
- 2007 : Karting : Champion National ICC  Canada
- 2008 : 24 Heures de Daytona,  Eurocup Formule Renault et Formule Renault 2.0 WEC 9e avec Epsilon Euskadi
- 2009 : Formule 3 Euroseries, 18e avec Carlin Motorsport
- 2009/2010 : GP2 Asia Series, avec l'écurie Super Nova Racing
- 2010 : World Series by Renault, avec l'écurie Carlin Motorsport